# Wesenberg, Schleswig-Holstein
Wesenberg är en kommun i Kreis Stormarn i förbundslandet Schleswig-Holstein i Tyskland. 
Kommunen bildades 1 januari 1978 genom en sammanslagning av de tidigare kommunerna Groß Wesenberg, Ratzbek och Stubbendorf.
Kommunen ingår i kommunalförbundet Amt Nordstormarn tillsammans med ytterligare 11 kommuner.